# L'Amour du mensonge

L'Amour du mensonge est le neuvième poème de la section Tableaux parisiens du recueil Les Fleurs du mal de Charles Baudelaire.

## Forme
Il est composé de six quatrains en alexandrin. Les rimes, quant à elles, sont alternées.

## Sources
- Les Fleurs du mal de Charles Baudelaire, édition Classiques & CIE Lycée